# Instituto Einstein de Matemática

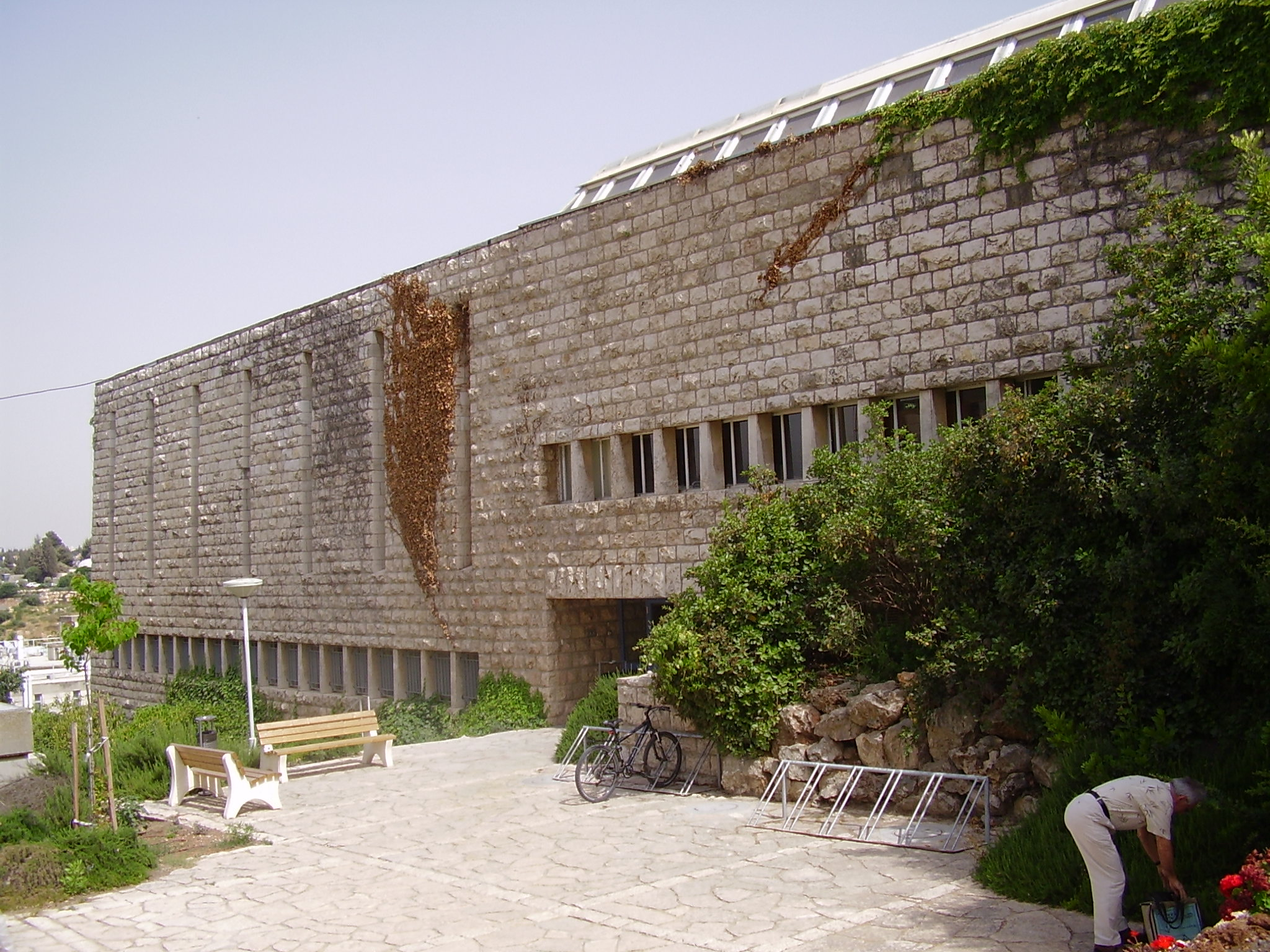
Edifício sede da instituição

O Instituto Einstein de Matemática (em inglês:  Einstein Institute of Mathematics; em hebraico:  מָכוֹן אַייְנְשְׁטַייְן לְמָתֶמָטִיקָה) é um centro de pesquisas científicas em matemática da Universidade Hebraica de Jerusalém, fundado em 1925 com a abertura da universidade. Instituto de pesquisa de destaque, dentre seus professores constam recipientes do Prêmio Nobel, Medalha Fields, Prêmio Wolf de Matemática e Prêmio Israel.

## História
Cerca de um ano antes da inauguração oficial da Universidade Hebraica um filantropo judeu-estadunidense, Philip Wattenberg, destinou fundos monetários para a nova universidade para um instituto de pesquisas com o nome de Einstein.

## Membros notáveis

### Membros atuais
- Karim Adiprasito (1988– ); New Horizons Prize (2019)
- Shmuel Agmon (1922– ); Prêmio Israel (1991)
- Robert Aumann (1930– ); Prêmio Israel (1994), Nobel de Economia (2005)
- Ehud de Shalit (1955– )
- Shaul Foguel (1931– )
- Hillel Furstenberg (1935– ); Israel Prize (1993), Prêmio Wolf de Matemática (2006)
- Sergiu Hart (1949– ); Prêmio Israel (2018)
- Gil Kalai (1955– )
- Yitzhak Katznelson (1934– ); Prêmio Leroy P. Steele (2002)
- David Kazhdan (1946– ); Prêmio Israel (2012)
- Ruth Lawrence (1971– )
- Nati Linial (1953– )
- Alexander Lubotzky (1953– )
- Azriel Lévy (1934– )
- Elon Lindenstrauss (1970– ); Medalha Fields (2010)
- Alexander Lubotzky (1956– ); Prêmio Israel (2018)
- Menachem Magidor (1946– )
- Abraham Neyman (1949– )
- Eliyahu Rips (1948– ); Prêmio Erdős (1979)
- Zlil Sela (1962– )
- Aner Shalev (1958– )
- Saharon Shelah (1945– ); Prêmio Erdős (1977), Prêmio George Pólya (1992), Wolf Prize (2001), Prêmio Israel (1998), Prêmio Leroy P. Steele (2013)
- Benjamin Weiss (1941– )
- Tamar Ziegler (1971– ); Prêmio Erdős (2011)

### Ex-membros
- Binyamin Amirà (1896–1968)
- Shimshon Amitsur (1921–1994), Prêmio Israel (1953)
- Dror Bar-Natan (1966– )
- Jean Bourgain (1954– ), Medalha Fields (1994), Prêmio Shaw (2010), Breakthrough Prize (2017)
- Aryeh Dvoretzky (1916–2008); Prêmio Israel (1973)
- Gregory Eskin (1936– )
- Michael Fekete (1886–1957); Prêmio Israel (1955)
- Abraham Fraenkel (1891–1965); Prêmio Israel (1956)
- Ehud Hrushovski (1959– ); Prêmio Israel (1994)
- Yael Karshon (1964– )
- Jacob Levitzki (1904–1956); Prêmio Israel (1953)
- Yoram Lindenstrauss (1936–2012); Prêmio Israel (1981)
- Moshé Machover (1936– )
- Michael Maschler (1927–2008)
- Michael Rabin (1931– ); Turing Award (1976), Prêmio Israel (1995)
- Yuval Peres (1963– ); Prêmio Loève (2001)
- Esther Seiden (1908–2014)